# 曹菀琳
曹菀琳（1989年11月14日—），台灣女模特兒，前國防部最高軍事法院檢察署檢察長曹金生之女。
曹菀琳國中時曾罹患卵巢癌，後在父親照顧下才能堅強渡過。在2008年，就讀高雄樹德家商服裝設計科的曹菀琳，參加第二屆凱渥夢幻之星選拔，複賽時獲得網路票選第二名，總決賽則抱回簡訊人氣獎，並簽進凱渥。工作：VOGUE全球購物夜，Adidas品牌日，紡拓會、Intel電腦展等活動模特兒。也是一位虔誠的基督徒。

## 節目通告
- 《綜藝大集合》
- 《超級設計師》
- 《國光幫幫忙》

## 外部連結
- 曹菀琳的Facebook專頁

## 資料來源
1. ↑  . www.nexttv.com.tw.   [2017-02-03]. （原始内容存档于2017-02-04）.
2. ↑  . 娛樂星光雲.   [2017-02-03]. （原始内容存档于2017-02-04） （中文（臺灣））.
3. ↑  .   [2017-02-03]. （原始内容存档于2017-02-03）.
4. ↑  shawn DR, , 2015-01-10  [2017-02-03], （原始内容存档于2017-02-09）